# ناحیه شلبی، میشیگان
ناحیه شلبی (به انگلیسی: Shelby Township) یک منطقهٔ مسکونی در ایالات متحده آمریکا است که در شهرستان اوشنا، میشیگان واقع شده‌است. ناحیه شلبی  ۴٬۰۶۹ نفر جمعیت دارد و ۳۰۲٫۹۷ متر بالاتر از سطح دریا واقع شده‌است.